# Gabriele Smargiassi
Gabriele Smargiassi, né le 22 juillet 1798 à Vasto et mort le 12 mai 1882 à Naples, est un peintre italien.

## Biographie
Smargiassi naît à Vasto (Chieti) dans une famille aisée. Sa passion de l'art l'amène à l'âge de 19 ans à Naples où il étudie auprès de Giuseppe Cammarano et d'Anton Sminck Pitloo, auquel il succède, après sa mort en 1837, à l'Académie des beaux-arts de Naples au poste d'enseignant de peinture de paysage. Smargiassi bénéficie de l'influence de Nicola Palizzi, Gennaro della Monica ou encore d'Oreste Recchione. 
Il habite à Rome entre 1824 et 1828 où il étudie les œuvres antiques et enseigne brièvement le dessin au jeune duc d'Orléans futur roi Louis-Philippe. Il s'installe à Paris de 1828 à 1837. Il y est protégé de la famille d'Orléans ce qui lui permet de devenir précepteur de dessin des enfants de Louis-Philippe. Smargiassi fut un des maîtres de Giuseppe De Nittis et de Vincenzo Caprile. Il donna aussi des leçons au jeune Edgar Degas au cours de ses séjours chez son grand-père à Naples.
Il est considéré comme un des représentants importants de l'École du Pausilippe. Mais son style était jugé comme démodé à la fin de sa vie.